# Piment

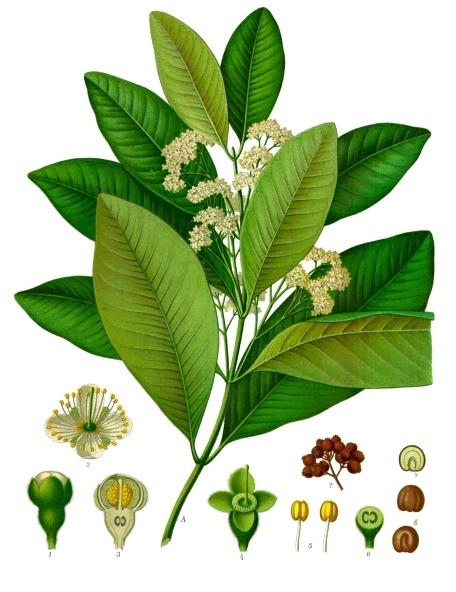
Illustration

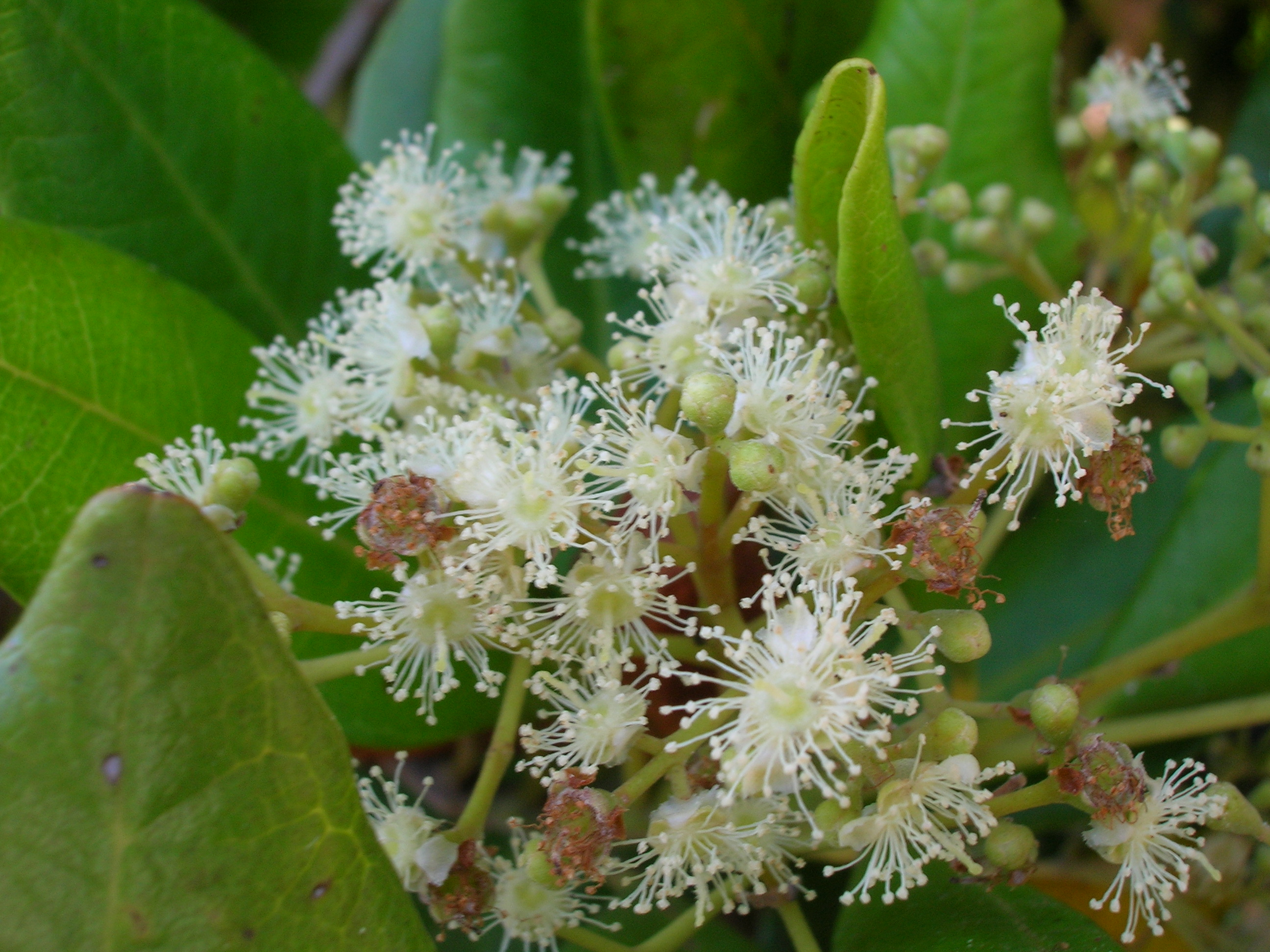
Blütenstand

Piment (Pimenta dioica, Synonym: Pimenta officinalis), auch Gewürzkörner oder Nelkenpfeffer bezeichnet eine Pflanzenart aus der Familie der Myrtengewächse (Myrtaceae) und zugleich das aus dieser Pflanze gewonnene Gewürz. Sie stammt aus Zentralamerika und aus der Karibik.
Andere Namen für das Gewürz sind Jamaikapfeffer und Neugewürz (wegen der Herkunft aus der Neuen Welt), veraltet auch Modegewürz oder englisches Gewürz. Der reichhaltige Geschmack erinnert gleichzeitig an mehrere andere Gewürze: Pfeffer, Zimt, Muskat und Nelken. Deshalb ist Piment auch als Viergewürz oder Allgewürz bekannt (englisch allspice).
Der Name Piment entstand, weil die Früchte von den frühen spanischen Kolonialisten zunächst wegen ihrer Ähnlichkeit in Form und Geschmack mit den Früchten des Pfeffers (Piper nigrum) verwechselt wurden. Sie nannten die Früchte pimienta (Pfeffer), dies wurde später verfälscht und zu pimento anglisiert.

## Beschreibung
Pimenta dioica ist ein immergrüner Baum, der bis zu 10–12 Meter oder manchmal auch höher wächst. Der Stammdurchmesser erreicht etwa 30–40 Zentimeter. Die hell-gräuliche bis gräuliche Borke ist abblätternd.
Die gegenständigen und kurz gestielten Laubblätter sind einfach und dünnledrig. Der kurze Blattstiel ist bis 1,5 Zentimeter lang. Die ganzrandigen, (schmal-)eiförmigen bis verkehrt-eiförmigen oder lanzettlichen, abgerundeten bis rundspitzigen Blätter sind bis 15–20 Zentimeter lang und bis 6–8 Zentimeter breit. Sie sind mit durchsichtigen Drüsen besetzt und unterseits heller.
Diese Art ist funktionell zweihäusig getrenntgeschlechtig (diözisch), wie auch das botanische Epitheton besagt. In achselständigen und kürzeren rispigen Blütenständen, mit zymösen Teilblütenständen stehen die Blüten zusammen. Die kleine weiße, funktionell eingeschlechtliche, duftende und gestielte, vierzählige Blüte mit doppelter Blütenhülle hat einen Durchmesser von etwa 0,8 cm. Die Blüten der männlichen und weiblichen Pflanzen sind sehr ähnlich und vor dem Aufblühen kaum zu unterscheiden. Die kleinen Petalen sind früh abfallend, die Kelchblätter sind sehr klein. Es sind viele freie Staubblätter oder bei den weiblichen Blüten halbsoviele Staminodien mit Antheroden vorhanden. Der zweikammerige Fruchtknoten oder die Pistillode ist unterständig mit einem relativ kurzen Griffel mit kopfiger Narbe. Es ist ein Diskus vorhanden.
Es wird eine meist zweisamige, kugelige und purpurrote bis schwärzliche Beere (Scheinfrucht) mit kleinen Kelchresten ausgebildet, die einen Durchmesser von 0,5 bis 0,8 cm hat. Die Frucht wird halbreif, noch grün, geerntet, da sie bei Vollreife ihr Aroma verliert.
Die Chromosomenzahl beträgt 2n = 22.

## Nutzung

### Gewürz

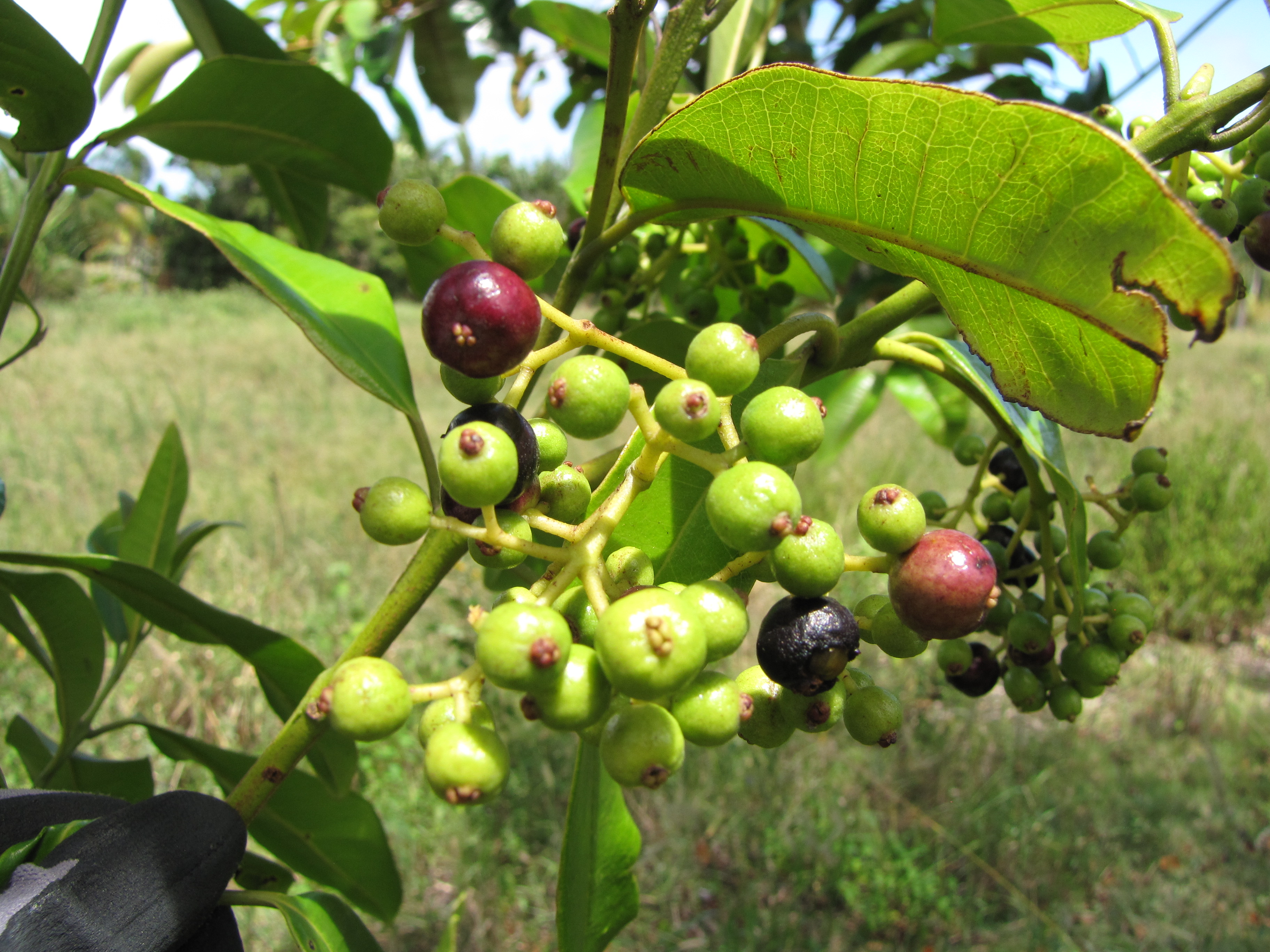
Unreife, mittelreife und reife Früchte

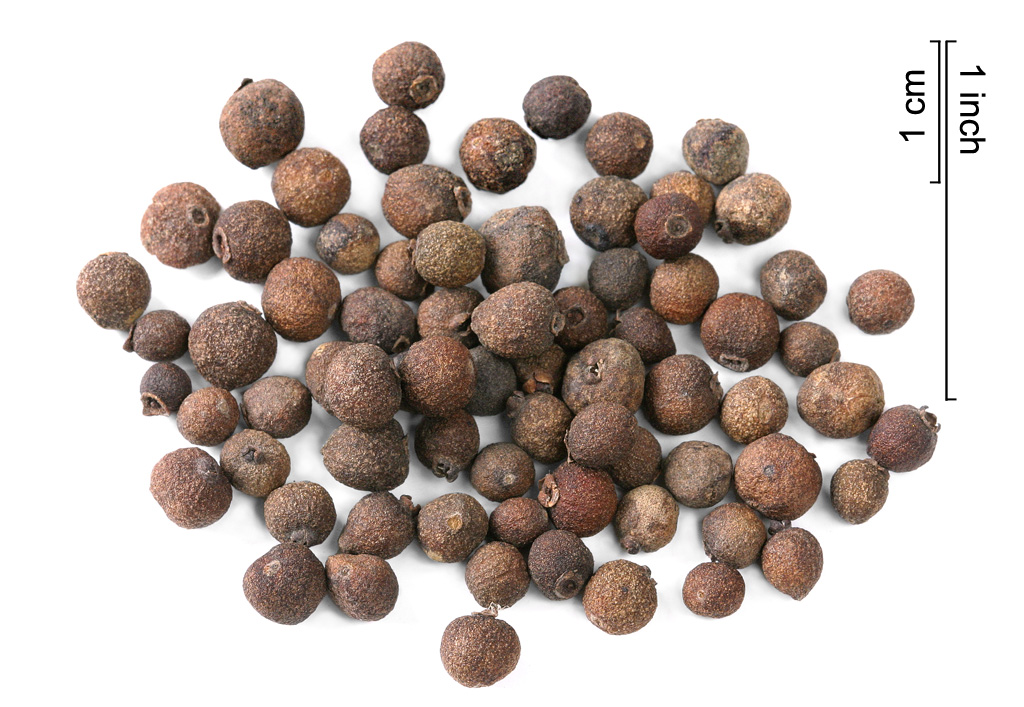
Getrocknete unreife Früchte

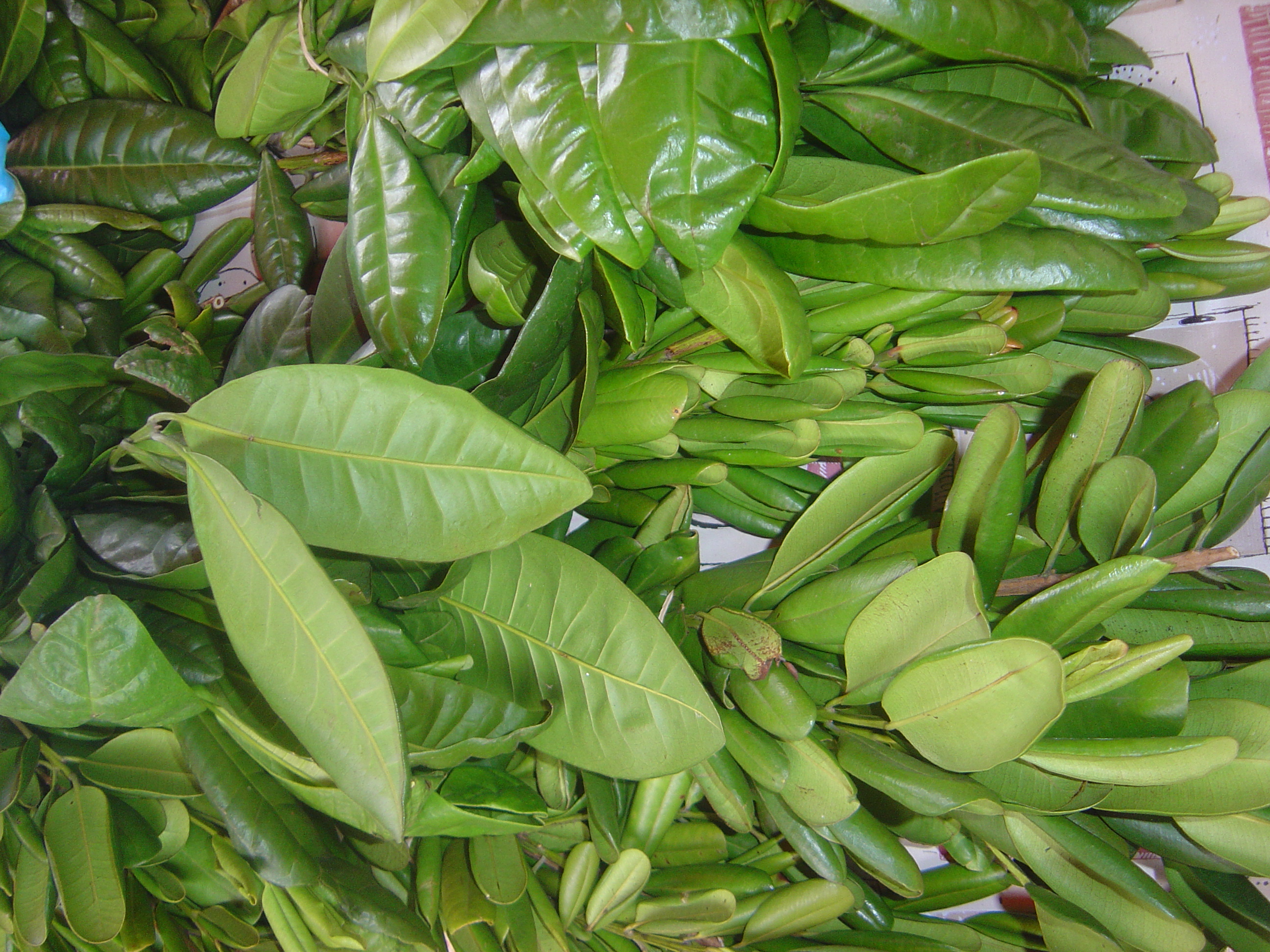
Pimentblätter werden in der Karibik als Gewürz angeboten

Verwendet werden die unreifen Früchte, die ätherische Öle enthalten. Hauptkomponente des Öls ist Eugenol, das auch in der Gewürznelke (Syzygium aromaticum) zu finden ist. Piment schmeckt allerdings merklich schärfer als Gewürznelken.
Für die europäische Küche entdeckt wurde das aromatisch riechende Piment (von lateinisch pimentum/pigmentum, „Balsam, Spezerei, Gewürz, Arzneidroge“) auf den Antillen durch Christoph Kolumbus, der ihm auch den Namen gab. Bis heute ist das Hauptanbaugebiet Jamaika, von wo rund zwei Drittel der Welternte stammen.
In der karibischen Küche ist Piment allgemein sehr beliebt, wobei dort neben den Früchten auch die frischen Blätter und das ebenfalls aromatische Holz (zum Grillen) verwendet werden. In Deutschland wird Piment vor allem bei der Wurst-Herstellung sowie in der Weihnachtsbäckerei verwendet.

### Ätherisches Pimentöl
Das Pimentöl wird aus den Früchten von Pimenta dioica mittels Wasserdampfdestillation gewonnen. Sein balsamisch-würziger und pfeffriger Duft erinnert an Nelkenöl und wird gerne in würzigen Herrenparfüms eingesetzt. Die Inhaltsstoffe bestehen aus 60 bis 80 % Phenolen, Sesquiterpenen, Methyleugenol und Oxiden. Durch die Phenole ist das ätherische Öl sehr haut- und schleimhautreizend. Da zudem Methyleugenol in Tierstudien karzinogen (krebserzeugend) wirkt, sollte das ätherische Öl nicht mehr verwendet werden.
Auch aus den Blättern wird Öl destilliert, es ist etwas anders als das Öl aus den Früchten. Das Öl wird industriell verwendet.
Das Holz ist hart und schwer sowie recht beständig.